# 9-та гвардійська армія (СРСР)
Дев'ята гварді́йська а́рмія (9 гв. А) — оперативне об'єднання сухопутних військ радянських військ, загальновійськова армія в роки Німецько-радянської війни. За героїзм, мужність і високу бойову майстерність особового складу армії було присвоєно гвардійське звання.

## Формування
Сформована в січні 1945 на базі польового управління 7-ї армії й гвардійських з'єднань повітрянодесантних військ. У лютому 1945 9 гв. А в складі 37-го, 38-го, 39-го стрілецьких корпусів була зосереджена в Угорщині східніше Будапешта, а на початку березня ввійшла до складу 3-го Українського фронту. У березні — квітні 1945 брала участь у Віденській операції, наступаючи на напрямку головного удару фронту. Війська 9 гв. А у взаємодії із з'єднаннями 4 гв. А прорвали оборону противника північніше м. Секешфегервар, вийшли у фланг і тил головним силам 6-ї танкової армії СС, що вклинились в оборону військ фронту між озерами Веленце й Балатон.
На початку квітня 9 гв. А завдала удару в північно-західному напрямку в обхід Відня й у взаємодії з 6 гв. ТА зломила опір противника, пробилася до Дунаю й відрізала противникові шляхи відступу на захід. З'єднання армії успішно вели бої в місті, які тривали до 13 квітня 1945.
У ході Віденської операції армія пройшла з боями понад 300 км. В окремі дні темп наступу її досягав 25-30 км у добу.
На початку травня 1945 війська 9 гв. А у складі 2-го Українського фронту брали участь у Празькій операції, у якій разом з 7-ю гв. А 8 травня опанували м. Зноймо й успішно розвивали наступ на Рец, Пісек.
Бойовий шлях 9 гв. А у Великій Вітчизняній війні завершила виходом на р. Ельба.

### Командування
- Командувачі:
  - генерал-полковник В. В. Глаголев (січень 1945 — до кінця війни).